# Insurgência comunista na Tailândia
A insurgência comunista na Tailândia (em tailandês:  การก่อการกำเริบคอมมิวนิสต์ในประเทศไทย) foi uma guerra de guerrilha que durou de 1965 a 1983, travada principalmente entre o Partido Comunista da Tailândia (PCT) e o governo da Tailândia. A guerra diminuiu em 1980 após a declaração de anistia e em 1983 o PCT havia abandonado a insurgência.

## Antecedentes
Em 1927, o comunista chinês Han Minghuang tentou criar uma organização comunista em Bangkok antes de ser preso. Ho Chi Minh visitou o norte da Tailândia no ano seguinte, tentando organizar sovietes nas comunidades vietnamitas locais.  Na sequência da revolução siamesa de 1932, o primeiro-ministro conservador Phraya Manopakorn acusou seu oponente político, Pridi Panomyong, de ser comunista e, pouco depois, foi aprovada uma lei que criminaliza o comunismo. 
Durante a Segunda Guerra Mundial, os comunistas formaram uma aliança com o Movimento Tailândia Livre. Em 1946, Pridi Panomyong assumiu o cargo, revogando a Lei Anticomunista de 1933 e estabelecendo relações diplomáticas com a União Soviética.  Em 1960, o Vietnã do Norte criou um campo de treinamento para voluntários tailandeses e laosianos na província de Hoa Binh, Vietnã. Um total de 400 pessoas participaram do acampamento em seu primeiro ano de operação. 
Em 1949, a tentativa de Pridi Phanomyong de retornar ao poder após o golpe de Estado de 1947 foi esmagada. A supressão da "Rebelião do Palácio" convenceu a liderança do PCT de que melhores preparativos deveriam ser feitos para que uma futura rebelião tivesse sucesso.
O fracasso da Rebelião da Paz de 1952 foi seguido pela Lei Anticomunista de 13 de novembro de 1952. O ato foi desencadeado pelo envolvimento espontâneo de um pequeno número de membros do partido comunista na rebelião.
Durante a Guerra da Coreia, o PCT continuou a estocar armamento nas áreas rurais e a fazer preparativos gerais para a luta armada. Ao mesmo tempo, formou o Comitê de Paz da Tailândia, um movimento pacifista que opera principalmente em áreas urbanas. O Comitê de Paz contribuiu para a expansão da PCT e o aumento do sentimento antiamericano no país.
Ideologicamente, o PCT se alinhou com o maoísmo e, durante a ruptura sino-soviética, o partido ficou ao lado do Partido Comunista da China. Em outubro de 1964, a organização declarou sua posição em uma mensagem de congratulações por ocasião do 15.º aniversário da fundação da República Popular da China,  e no mês seguinte um grupo de comunistas tailandeses formou o Movimento de Independência da Tailândia em Pequim, China. 
Em 8 de dezembro de 1964, o Movimento de Independência da Tailândia emitiu um manifesto exigindo a remoção de militares dos Estados Unidos da Tailândia e pedindo uma mudança de regime. O manifesto foi posteriormente transmitido pela Rádio Pequim.  O ex-oficial do exército tailandês Phayon Chulanont estabeleceu a Frente Patriótica Tailandesa, outra organização comunista tailandesa, em 1 de janeiro de 1965.  Os dois partidos formaram a Frente Patriótica Unida Tailandesa em 15 de dezembro de 1966. Os membros das tribos das colinas, assim como as minorias étnicas chinesas e vietnamitas, formaram a espinha dorsal do movimento. 

## Conflito
No início da década de 1950, um grupo de 50 comunistas tailandeses viajou para Pequim, onde receberam treinamento em ideologia e propaganda. Em 1961, pequenos grupos de insurgentes do Pathet Lao se infiltraram no norte da Tailândia. Células locais do partido comunista foram organizadas e voluntários foram enviados a campos de treinamento na China, no Laos e no Vietnã do Norte, onde o treinamento se concentrou na luta armada e em táticas de terror para combater o capitalismo na região. Entre 1962 e 1965, 350 tailandeses passaram por um curso de treinamento de oito meses no Vietnã do Norte. Os guerrilheiros inicialmente possuíam apenas um número limitado de pederneiras, bem como armas francesas, chinesas e japonesas. Na primeira metade de 1965, os rebeldes contrabandearam aproximadamente 3.000 armas fabricadas nos EUA e 90.000 cartuchos de munição do Laos. A remessa, originalmente fornecida às Forças Armadas Reais do Laos, apoiadas pelos EUA, foi vendida a contrabandistas que, por sua vez, negociaram as armas com o PCT. 
Entre 1961 e 1965, os insurgentes realizaram 17 assassinatos políticos. Eles evitaram a guerra de guerrilha em grande escala até o verão de 1965, quando os militantes começaram a engajar as forças de segurança tailandesas. Um total de 13 confrontos foram registrados durante esse período.  A segunda metade de 1965 foi marcada por mais 25 incidentes violentos,  e a partir de novembro de 1965, os insurgentes do Partido Comunista da Tailândia começaram a realizar operações mais elaboradas, incluindo uma emboscada em uma patrulha da polícia tailandesa fora de Mukdahan, na época em Província de Nakhon Phanom. 
A insurgência se espalhou para outras partes da Tailândia em 1966, embora 90 por cento dos incidentes relacionados à insurgência tenham ocorrido no nordeste do país.  Em 14 de janeiro de 1966, um porta-voz que representa a Frente Patriótica Tailandesa pediu o início de uma "guerra popular" na Tailândia. A declaração marcou uma escalada de violência no conflito e, no início de abril de 1966, rebeldes mataram 16 soldados tailandeses e feriram 13 outros durante confrontos na província de Chiang Rai.  Um total de 45 seguranças e 65 civis foram mortos em ataques insurgentes durante a primeira metade de 1966. 
Apesar dos ataques insurgentes a 24.470 membros da Força Aérea dos Estados Unidos alojados em bases na Tailândia, o envolvimento estadunidense no conflito permaneceu limitado. 
Após a derrota do Exército Nacional Revolucionário na Guerra Civil Chinesa, sua 49.ª Divisão cruzou para a Tailândia vindo da vizinha Yunnan. As tropas chinesas rapidamente se integraram à sociedade tailandesa, engajando-se no lucrativo comércio de ópio sob a égide dos funcionários corruptos. O comércio de drogas fornecia uma importante fonte de renda para a população local, enquanto, ao mesmo tempo, as tropas nacionalistas cooperavam com o governo durante suas operações de contra-insurgência. Em julho de 1967, a Guerra do Ópio de 1967 estourou quando os cultivadores de ópio se recusaram a pagar impostos ao Kuomintang. As forças governamentais se envolveram no conflito, destruindo várias aldeias e reassentando supostos comunistas. As populações recém-transferidas forneceram novos recrutas para o PCT. 
Em fevereiro e agosto de 1967, o governo tailandês conduziu uma série de ataques de contra-insurgência em Bangkok e Thonburi, prendendo 30 membros do PCT, incluindo o secretário-geral Thong Chaemsri.  Outras prisões ocorreram em outubro e novembro de 1968.
O governo tailandês enviou mais de 12.000 soldados para as províncias do norte do país em janeiro de 1972, realizando uma operação de seis semanas na qual mais de 200 militantes foram mortos. As baixas do governo durante a operação totalizaram 30 soldados mortos e 100 feridos. 
No final de 1972, o Exército Real da Tailândia, a polícia e as forças de defesa voluntárias cometeram os assassinatos do Tambor Vermelho de mais de 200  (relatos informais mencionam até 3.000)  civis que foram acusados de apoiar comunistas em Tambon Lam Sai, província de Phatthalung, sul da Tailândia. O massacre foi provavelmente ordenado pelo Comando de Operações de Supressão Comunista (CSOC) do governo. 
Foi apenas um exemplo "de um padrão de abuso de poder generalizado por parte do exército e agências de fiscalização"  durante as operações anticomunistas brutais de 1971-1973, que causaram um número oficial de mortos de 3.008 civis em todo o país  (enquanto as estimativas não oficiais estão entre 1.000 e 3.000 somente na província de Phatthalung).  Os mortos foram acusados de trabalhar para o Partido Comunista da Tailândia. Até então, os comunistas suspeitos presos por soldados normalmente eram baleados na beira da estrada. A técnica do "tambor de óleo vermelho" foi posteriormente introduzida para eliminar qualquer evidência possível. Os suspeitos eram espancados a um ponto de semiconsciência antes de serem despejados em tambores de óleo usados cheios de gasolina e queimados vivos.  Os tambores vermelhos de 200 litros tinham uma divisória de grade de ferro com um fogo abaixo e o suspeito acima. 
Em 6 de outubro de 1976, em meio a temores crescentes de uma tomada de poder pelos comunistas semelhante à que ocorrera no Vietnã, a polícia e os paramilitares anticomunistas atacaram uma manifestação estudantil esquerdista na Universidade Thammasat em Bangkok, durante um incidente que ficou conhecido como Massacre na Universidade Thammasat. De acordo com estimativas oficiais, 46 estudantes foram mortos e 167 feridos. 
A partir de 1979, em meio à ascensão do nacionalismo tailandês e à deterioração das relações entre a China e o Vietnã, o PCT entrou em grave turbulência. A ala pró-vietnamita finalmente se separou e formou uma facção separada chamada Pak Mai. 
Os esforços para acabar com a insurgência levaram à declaração de anistia em 23 de abril de 1980, quando o primeiro-ministro Prem Tinsulanonda assinou a Ordem 66/2523. A ordem contribuiu significativamente para o declínio da insurgência, pois concedeu anistia aos desertores e promoveu a participação política e os processos democráticos. Em 1983, a insurgência chegou ao fim. 